# Amami

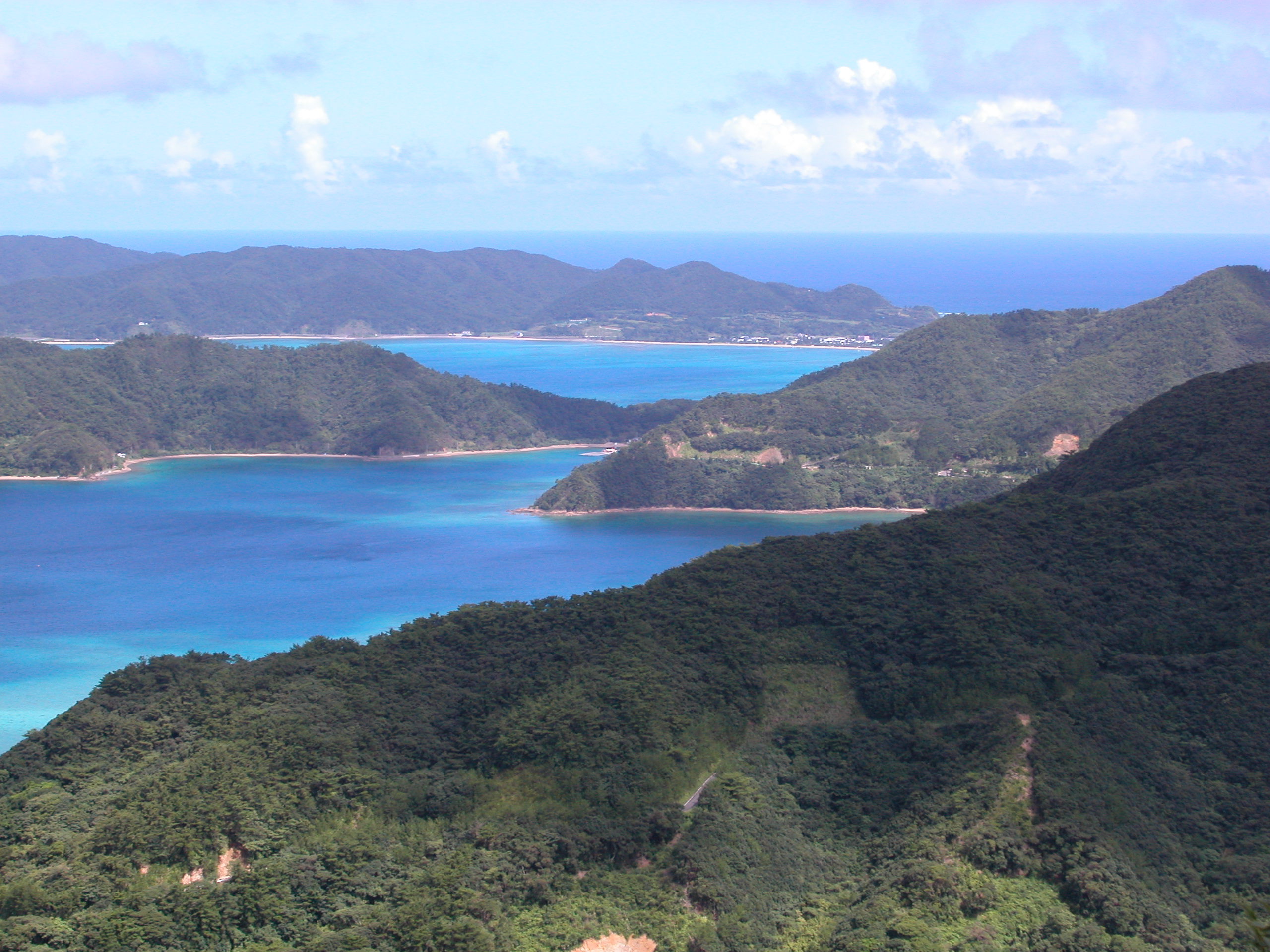
Strände

Amami (jap. 奄美市 Amamishi) ist eine Stadt auf der Insel Amami-Ōshima in der Präfektur Kagoshima in Japan.

## Geschichte
Sie wurde am 20. März 2006 aus der Vereinigung der Stadt Naze (名瀬市, -shi), der Gemeinde Kasari (笠利町, -chō) und dem Dorf Sumiyō (住用村, -son) des Landkreises Ōshima gegründet.

## Verkehr
- Straßen:
  - Nationalstraße 58

Etwa 25 Kilometer nordöstlich vom Stadtzentrum befindet sich der Flughafen Amami.